# 마쓰야마 다이치
마쓰야마 다이치(일본어: 松山 大地, 1974년 1월 11일~)는 일본의 전 축구 선수이다.

## 구단 경력
1993년 재팬 풋볼 리그의 벨마레 히라쓰카에 입단했다. 1993년 재팬 풋볼 리그 우승으로 J1리그로 승격했다. 1996년 재팬 풋볼 리그의 콘사돌레 삿포로로 이적했다. 1996년후 현역 은퇴.